# Искра (волейбольный клуб, Луганск)
«И́скра» (2000—2008 — «И́скра-Педуниверите́т») — украинский женский волейбольный клуб из Луганска.

## Достижения
- Двукратный серебряный призёр чемпионатов СССР — 1975, 1978.
  - двукратный бронзовый призёр чемпионатов СССР — 1973, 1974.
- Обладатель Кубка СССР 1980; 
  - бронзовый призёр розыгрыша Кубка СССР 1981.
- Шестикратный чемпион Украины — 1992, 1994—1997, 1999.
- Серебряный призёр чемпионата Украины — 1993.
- Победитель Кубка обладателей кубков ЕКВ — 1977.
- Двукратный бронзовый призёр Кубка европейских чемпионов — 1995, 1996.

## История
В 1969 году была образована женская волейбольная команда «Искра» (Луганск). В 1971 она дебютировала во 2-й группе класса «А» чемпионата СССР и заняла 4-е место. В 1972 году «Искра» становится второй в 1-й группе и выходит в высшую лигу, где дебютируя в 1973 сразу становится призёром, выиграв «бронзу» союзного первенства. На следующий год команда повторяет свой успех, а в 1975 поднимается ступенькой выше, завоевав серебряные медали. Этих успехов «Искра» добилась под руководством тренера Владимира Чернова. Трёхкратными призёрами чемпионатов СССР стали ведущие игроки команды — Наталья Ерёмина, Евгения Назаренко (Кузина), Лариса Иванова, Валентина Лобанова, Лилия Мелешко, Раиса Белая (Гатина), Наталья Колдобенко, Л.Шульгина и Наталья Васичкина. В 1975 волейболистки «Искры» составили основу сборной УССР, победителя Спартакиады народов СССР. В 1977 команда из Ворошиловграда (так назывался Луганск в 1970—1990) победила в розыгрыше Кубка обладателей кубков, в 1978 вновь стала серебряным призёром первенства СССР, а в 1980 выиграла Кубок СССР.
Следующее десятилетие «Искра» выступала с переменным успехом. Дважды команда покидала высшую лигу, но оба раза не более чем на сезон. В 1989 луганские волейболистки заняли 4-е место в чемпионате СССР, показав свой лучший результат в союзных первенствах 1980-х годов.
В 1990-е «Искра» под патронажем Луганского государственного педагогического института и под руководством тренера Гария Егиазарова занимает ведущее положение в украинском женском волейболе. За это время команда 6 раз становится чемпионом Украины, дважды бронзовым призёром Кубка европейских чемпионов, является базовой для национальной сборной Украины. Ведущими игроками «Искры» были Елена Сидоренко, Татьяна Иванюшкина, Ольга Павлова, Александра Фомина, Виктория Бубенцова, Наталья Боженова, Юлия Буева.
В 1999 году команда в силу различных организационно-финансовых причин прекратила своё существование, но уже через год возродилась под названием «Искра-Педуниверситет». Прежних успехов луганская команда уже не добивалась, неоднократно то покидая то возвращаясь в Супер-лигу украинского волейбольного первенства. Лучший результат «Искры» с 2000 года — 5-е места в чемпионатах Украины в 2003—2005. Тренерами команды за это время работали Александр Мищенко (2000—2002), Валерий Слепцов (2002—2006), Ф.Лащёнов (2006—2008 и с 2009), Наталья Максимова (2008—2009).

## Волейболистки клуба в сборной СССР
В составе сборной СССР в официальных соревнованиях выступали 4 волейболистки «Искры»:
- Евгения Назаренко (Кузина) — обладатель Кубка мира 1973, чемпионка Европы 1975;
- Наталья Ерёмина — обладатель Кубка мира 1973, бронзовый призёр чемпионата мира 1974;
- Наталья Корыстылёва — участница розыгрыша Кубка мира 1977;
- Лариса Губка (Иванова) — участница чемпионата мира 1982.

## Состав (сезон 2010—2011)
| Имя, фамилия         | Год рождения | Рост | Амплуа      |
| -------------------- | ------------ | ---- | ----------- |
| Елена Асташова       | 1970         | 184  | связующая   |
| Яна Стародубцева     | 1991         | 180  | связующая   |
| Юлия Буракова        | 1994         | 174  | связующая   |
| Ольга Крисенко       | 1986         | 182  | нападающая  |
| Галина Маяцкая       | 1985         | 180  | нападающая  |
| Анна Васецкая        | 1990         | 173  | нападающая  |
| Юлия Озтире          | 1966         | 184  | центральная |
| Владислава Глухарёва | 1992         | 187  | нападающая  |
| Лада Николаева       | 1993         | 183  | нападающая  |
| Анастасия Ткачук     | 1994         | 181  | нападающая  |
| Елена Капустина      | 1994         | 186  | нападающая  |
| Виктория Патюченко   | 1994         | 177  | нападающая  |
| Юлия Овезгельдыева   | 1994         | 183  | нападающая  |
| Инара Керимова       | 1994         | 174  | нападающая  |
| Вероника Завгородняя | 1995         | 187  | нападающая  |
| Александра Биценко   | 1995         | 183  | нападающая  |
| Виктория Строило     | 1992         | 174  | либеро      |

- Главный тренер — Фёдор Серафимович Лащёнов.
- Начальник команды — Пётр Викторович Ярошенко.
- Тренер — Евгения Павловна Назаренко.
- Тренер — Елена Николаевна Асташова.